# Ibstock
Ibstock är en ort och civil parish i Storbritannien.   Den ligger i grevskapet Leicestershire och riksdelen England, i den södra delen av landet, 160 km nordväst om huvudstaden London. Ibstock ligger 134 meter över havet och antalet invånare är 5 643.
Terrängen runt Ibstock är platt. Runt Ibstock är det tätbefolkat, med 343 invånare per kvadratkilometer. Närmaste större samhälle är Leicester, 18,8 km öster om Ibstock. Trakten runt Ibstock består till största delen av jordbruksmark.